# Album-oriented rock
L'AOR (acronimo di album-oriented radio, album-oriented rock, adult-oriented rock, o semplicemente album rock) è, nella terminologia giornalistica specializzata anglosassone, un formato radiofonico nato negli anni sessanta negli Stati Uniti.
L'espressione non si riferisce a un vero e proprio genere o stile musicale, ma a un format di programmi radiofonici e a una categoria di stazioni radio dedicate alla trasmissione di brani musicali, tipicamente rock, di lunghezza superiore rispetto a quelli contenuti nei normali e all'epoca commercialmente più diffusi 45 giri; brani quindi di norma più lunghi, presenti negli album a 33 giri. Il fenomeno divenne importante alla fine degli anni sessanta e nel decennio successivo negli Stati Uniti con l'affermarsi delle stazioni radio che operavano in FM rispetto alle radio in AM classicamente dedicate ai successi commerciali "da classifica" e con l'affermarsi sul mercato del formato degli album discografici rispetto a quello dei più piccoli singoli.
Il termine AOR viene talvolta considerato un sinonimo di arena rock, sebbene essi rappresentino due concetti solo parzialmente sovrapponibili.

## Storia
Le prime radio definibili come album oriented radio ("radio indirizzate agli album") sorsero nelle maggiori città degli Stati Uniti nel 1971 e avevano prevalentemente un repertorio incentrato sui lavori di artisti come Bob Dylan e i Beatles che tra i primi, nella seconda metà degli anni sessanta, avevano volutamente iniziato a realizzare album discografici intesi come opere compiute e non solo come mere raccolte di canzoni singole o di successi. Le nuove radio, tra cui quelle del colosso delle comunicazioni ABC, iniziarono anche a mettere in scaletta la musica dei gruppi britannici più in voga (quelli della cosiddetta British invasion), del folk rock dei Byrds e dei CSN&Y, del rock psichedelico e poi del progressive rock, del primo hard rock inglese e del southern rock americano. Tra le figure più importanti viene ricordato Lee Abrams che, diciottenne, fu assunto dalla radio WRIF di Detroit nel 1971 per sviluppare la programmazione e il format AOR.
Nei primi anni le radio AOR ebbero un ruolo importante per l'affermazione nel mercato mainstream di quei generi che fino a prima erano confinati nei circuiti underground. Negli anni seguenti il formato AOR mantenne la sua popolarità riuscendo a fronteggiare l'ingresso nel mercato discografico e radiofonico della disco music e del punk nella seconda metà degli anni settanta, con nuovi format e stazioni radio dedicate. Le radio AOR iniziarono a trasmettere anche il genere di soft rock che andava in voga all'epoca, con artisti come James Taylor, Carly Simon, Carole King, Dakota e altri. Dalla fine del decennio la musica trasmessa dalle radio AOR iniziò a essere definita classic rock in antitesi a quella alternative con cui si identificavano i nuovi stili rock che iniziavano a imporsi (punk rock, new wave, ecc.).
In senso più ampio, con l'affermarsi delle album oriented radio e la trasformazione del rock da genere giovanile di nicchia a fenomeno mainstream, l'acronimo AOR iniziò ad essere usato anche per l'espressione album oriented rock (abbreviato a volte in album rock), cioè per identificare gli artisti inizialmente trasmessi dalle stesse radio, ma poi anche ai gruppi rock statunitensi e canadesi come Toto, Journey, Rush, Boston e altri, eredi dell'hard rock e del progressive dei primi anni settanta, e i gruppi e musicisti glam. Ma con il passare degli anni l'acronimo è stato utilizzato anche per l'espressione adult oriented rock, formato musicale e mediatico, talvolta considerato un sinonimo di classic rock e indirizzato principalmente al pubblico ormai adulto che in gioventù era cresciuto ascoltando gli artisti trasmessi dalle radio AOR.
Nel libro The Year in rock, 1981-82, il critico musicale J.D. Considine definì l'AOR come "hard pop": hard perché stilisticamente richiama le sonorità dell'hard rock e dell'heavy metal, pop, perché la sua struttura formale è indirizzata verso la melodia delle canzoni leggere su una ritmica tipicamente hard rock.